# دایکی مییا
دایکی مییا (انگلیسی: Daiki Miya؛ زادهٔ ۱ آوریل ۱۹۹۶) بازیکن فوتبال است.
از باشگاه‌هایی که در آن بازی کرده‌است می‌توان به باشگاه فوتبال ویسل کوبه اشاره کرد.